# Achipatti
Achipatti è una suddivisione dell'India, classificata come census town, di 7.459 abitanti, situata nel distretto di Coimbatore, nello stato federato del Tamil Nadu. In base al numero di abitanti la città rientra nella classe V (da 5.000 a 9.999 persone).

## Geografia fisica
La città è situata a 10° 42' 15 N e 77° 00' 49 E.

## Società

### Evoluzione demografica
Al censimento del 2001 la popolazione di Achipatti assommava a 7.459 persone, delle quali 3.770 maschi e 3.689 femmine. I bambini di età inferiore o uguale ai sei anni assommavano a 726, dei quali 362 maschi e 364 femmine. Infine, coloro che erano in grado di saper almeno leggere e scrivere erano 5.581, dei quali 3.048 maschi e 2.533 femmine.